# Arrête de pleurer Pénélope

Arrête de pleurer Pénélope est une pièce de théâtre française de Christine Anglio, Juliette Arnaud et Corinne Puget, mise en scène par Nathalie Hardouin, avec Christine Anglio, Juliette Arnaud et Corinne Puget ou Samantha Benoît, Elsa Pasquier et Claire Pataut. Elle a été créée en 2002 au Café de la gare, avec 752 représentations jusqu'en 2005. Elle est jouée, en septembre 2006, au Théâtre Trévise, produite par Stephane Casez.
En 2011, un film co-réalisé par Juliette Arnaud et Corinne Puget est tiré de la pièce.

## Résumé
Arrête de pleurer, Pénélope est l'histoire d'une soirée où se retrouvent trois femmes liées par une amitié qui vieillit mal, pour fêter l'enterrement de la vie de jeune fille d'une quatrième amie qui est en retard.
La perspective de ce mariage les renvoyant à leurs échecs sentimentaux respectifs, provoque des tensions, des règlements de compte, des cris, des pleurs, des rires.

## Suite:Arrête de pleurer Pénélope 2
Les trois mêmes autrices font représenter la suite en mars 2007 au Théâtre Fontaine, produite par Stephane Casez dans une mise en scène de Michèle Bernier. 
Les trois copines se retrouvent, ont-elles vraiment changé ? Léonie, la « working girl », s'obstine à trouver la stabilité pour se rassurer. Chloé, l'intellectuelle, se pose toujours des questions sur l'amour. Et Pénélope, l'ingénue, est en proie au doute : a-t-elle vraiment tué son vieil amant, Gérard ? Elles ont passé le cap de la trentaine, mais la vie leur réserve des surprises.

## Le film:Arrête de pleurer Pénélope
À la suite du succès de la pièce, un film sort le 6 juin 2012. Ce n'est pas une adaptation de la pièce, mais une suite des aventures des trois amies. Le film totalise environ 100 000 entrées en salles.